# フランツ・ルットナー
フランツ・ルットナー（Franz Ruttner、1882年5月12日 - 1961年5月17日）はオーストリアの陸水学者。

## 略歴
ウィーンの植物生理学者モーリシェの薫陶を受け植物学を修める。その後ルンツ生物学実験所（湖沼研究所）に勤務しプランクトンの生態などルンツ湖に関する様々な研究を行った。
1923年以降は所長を務め、その一方で1928年-1929年にはドイツ人のアウグスト・ティーネマンとともに東南アジア・スンダ列島の熱帯湖の探検に赴いた。その研究成果を1931年に「ジャワ、スマトラ、バリにおける水路学、水化学的観察」として発表した。